# Episodi di Luimelia (quarta stagione)
La quarta stagione della serie televisiva spagnola #Luimelia, composta da 8 episodi da 30 minuti ciascuna, è stata distribuita in streaming sulla piattaforma Atresplayer Premium dal 25 luglio al 12 settembre 2021.
In Italia la stagione è inedita.
| nº | Titolo originale           | Prima visione Spagna | nº | Titolo italiano | Prima TV Italia |
| -- | -------------------------- | -------------------- | -- | --------------- | --------------- |
| 1  | La teoría del caos         | 25 luglio 2021       |    |                 |                 |
| 2  | Adiós Federico             | 1º agosto 2021       |    |                 |                 |
| 3  | La maniobra Hogan          | 8 agosto 2021        |    |                 |                 |
| 4  | La gran conjunción         | 15 agosto 2021       |    |                 |                 |
| 5  | Hasta luego, Mari Carmen   | 22 agosto 2021       |    |                 |                 |
| 6  | Asteroide Z                | 29 agosto 2021       |    |                 |                 |
| 7  | Principio de incertidumbre | 5 settembre 2021     |    |                 |                 |
| 8  | Multiverso                 | 12 settembre 2021    |    |                 |                 |

## La teoría del caos
- Titolo originale: La teoría del caos
- Diretto da: Borja González Santaolalla
- Scritto da: Eva Baeza, Diana Rojo & Borja González Santaolalla
- Sceneggiatura di: Diana Rojo & Borja González Santaolalla

### Trama
Luisita e Amelia stanno per firmare un atto davanti a un notaio che le unirà nel bene e nel male: è il nuovo acquisto del loro appartamento. È il primo passo per realizzare il sogno di Luisita: chiedere ad Amelia di sposarlo non appena varcano la soglia di casa, ma quando arrivano trovano un inaspettato contrattempo: il loro appartamento è stato occupato. Dentro c'è José Antonio, un giovane simpatico e affascinante, appassionato del Cosmo e della fisica quantistica che non ha intenzione di andarsene: è felicissimo della nuova casa che ha appena trovato. In questo modo, si installa il caos nella vita di queste ragazze, che non hanno altra scelta che iniziare a vivere all'interno del loro camion in movimento.

## Adiós Federico
- Titolo originale: Adiós Federico
- Diretto da: Borja González Santaolalla
- Scritto da: Eva Baeza, Diana Rojo & Borja González Santaolalla
- Sceneggiatura di: Eva Baeza

### Trama
Amelia e Luisita si recano a Huesca per visitare i genitori di Amelia e dare a loro la grande notizia: si stanno per sposare. La missione prevede di superare tre fasi: superare olimpicamente la maleducazione di Tomás (il padre di Amelia), non farsi influenzare dalle opinioni di Devi (la madre di Amelia), e non prestare troppa attenzione a Fran (il fratello di Amelia) che ha 37 anni e vive ancora a casa con la famiglia.

## La maniobra Hogan
- Titolo originale: La maniobra Hogan
- Diretto da: Daniel Romero
- Scritto da: Eva Baeza, Diana Rojo & Borja González Santaolalla
- Sceneggiatura di: Aitor Santos

### Trama
Amelia e Luisita vorrebbero poter usare e godersi l'appartamento che hanno comprato, ma il problema dell'occupazione abusiva non sembra avere una soluzione immediata, in quanto devono pagare le spese. María, da parte sua, considera di reclamare la sua vecchia posizione presso l'agenzia pubblicitaria, mentre Nacho trova un confidente inaspettato per discutere i suoi problemi personali con Marina.

## La gran conjunción
- Titolo originale: La gran conjunción
- Diretto da: Daniel Romero
- Scritto da: Eva Baeza, Diana Rojo & Borja González Santaolalla
- Sceneggiatura di: Diana Rojo & Borja González Santaolalla

### Trama
Luisita e Amelia stanno per firmare un atto davanti a un notaio che le unirà nel bene e nel male: è il nuovo acquisto del loro nuovo appartamento, ed è il primo passo per realizzare il sogno di Luisita: chiedere ad Amelia di sposarla appena varcata la soglia di casa, ma quando arrivano trovano un inaspettato contrattempo: il suo appartamento è stato occupato. Dentro c'è José Antonio, un giovane simpatico e affascinante, appassionato del Cosmo e della fisica quantistica che non ha intenzione di andarsene, perché è felicissimo della nuova casa che ha appena trovato. In questo modo, si installa il caos nella vita di Luisita e Amelia, che non hanno altra scelta che iniziare a vivere all'interno del loro camion in movimento.

## Hasta luego, Mari Carmen
- Titolo originale: Hasta luego, Mari Carmen
- Diretto da: Borja González Santaolalla
- Scritto da: Eva Baeza, Diana Rojo & Borja González Santaolalla
- Sceneggiatura di: Ángel Turlán

### Trama
La data del matrimonio si avvicina e c'è qualcosa di essenziale che Amelia e Luisita dovrebbero fare prima di dire "sì, lo voglio": un epico addio al nubilato. Fortunatamente, entrambe sono d'accordo sul fatto che supereranno questa olimpica di cattivo gusto. Purtroppo c'è qualcuno che non permetterà a loro di restare senza una festa: si tratta di Mari Carmen, una compagna di scuola di Luisita, che ha lasciato al marito il compito di prendersi cura dei suoi due figli e si è stabilita a Madrid per organizzare una bella festa per la sua amica, Luisita.

## Asteroide Z
- Titolo originale: Asteroide Z
- Diretto da: Borja González Santaolalla & Maite Pérez Astorga
- Scritto da: Eva Baeza, Diana Rojo & Borja González Santaolalla
- Sceneggiatura di: Ana Boyero

### Trama
María è nel bel mezzo di una crisi, ma grazie a Marina ottiene un'intervista con un editore. Fran, va a Madrid per investire in un'impresa, che coinvolgeranno Luisita e Amelia in una serie di eventi importanti, che iniziano a risentire la stanchezza accumulata. Anche Nacho e Marina hanno alcune cose da mettere in tavola e María finisce per trovare il conflitto che stava cercando.

## Principio de incertidumbre
- Titolo originale: Principio de incertidumbre
- Diretto da: Daniel Romero
- Scritto da: Eva Baeza, Diana Rojo & Borja González Santaolalla
- Sceneggiatura di: Diana Rojo & Eva Baeza

### Trama
La vita di Luisita e Amelia sembra essersi stabilizzata nel caos, mentre Gómez inizia a mettere gli scatoloni dal camion nel portale del suo nuovo appartamento, Amelia è a casa di Ledesma, triste dopo la morte del padre. Luisita decide di andare a cercarla, si sente male senza Nacho, si sente in colpa per quello che è successo con María il giorno prima, ma torna a casa con Marina. Più tardi María parlerà con José Antonio del principio di indeterminazione e del fatto di non conoscere molto bene il motivo per cui accade. Amelia la accoglie anche se sente che qualcosa si è raffreddato. Luisita dovrà sforzarsi, il percorso potrebbe non essere come avevano immaginato, ma l'importante non è come inizia ma come arriva alla fine.

## Multiverso
- Titolo originale: Multiverso
- Diretto da: Borja González Santaolalla
- Scritto da: Eva Baeza, Diana Rojo & Borja González Santaolalla
- Sceneggiatura di: Diana Rojo, Eva Baeza & Borja González Santaolalla

### Trama
Luisita e Amelia firmano di nuovo un documento davanti a un uomo con la cravatta. Questa volta si tratta del loro matrimonio. Felici, anche se con l'incertezza di ciò che accadrà domani, intraprendono un viaggio on the road per festeggiare nello chalet di famiglia, accompagnati dai loro testimoni: Nacho e María. Mentre sul luogo dell'evento una spiacevole sorpresa attende gli invitati al matrimonio. L'auto che trasporta le amiche viene lasciata in panne per strada. Durante una notte magica, Luisita e Amelia affronteranno il loro futuro, mentre Nacho e María saranno costretti, letteralmente, a separare le loro strade.